# Leichtathletik-Europameisterschaften 1938/Marathon der Männer

Die Seine mit Blick auf den Louvre

Der Marathonlauf der Männer bei den Leichtathletik-Europameisterschaften 1938 fand am 4. September 1938 in der französischen Hauptstadt Paris statt.
Der Finne Väinö Muinonen gewann das Rennen in 2:37:28,8 h. Vizeeuropameister wurde der Brite Squire Yarrow vor dem Schweden Henry Palmé.

## Rekorde / Bestleistungen

### Bestehende Rekorde / Bestleistungen
| Weltbestzeit         | Sohn Kee-chung | 2:26:42 h   | Tokio, Japan           | 3. November 1935  |
| Europabestzeit       | Harry Payne    | 2:30:57,6 h | London, Großbritannien | 5. Juli 1929      |
| Meisterschaftsrekord | Armas Toivonen | 2:52:29 h   | EM in Turin, Italien   | 9. September 1934 |

Anmerkungen:
- Rekorde wurden damals im Marathonlauf und Straßengehen wegen der unterschiedlichen Streckenbeschaffenheiten mit Ausnahme von Meisterschaftsrekorden nicht geführt.
- Sohn Kee-chung, Inhaber der Weltbestleistung, war in seiner Zeit als Aktiver zwangsweise unter dem Namen Kitei Son für Japan gestartet. Sein Land Korea hatte von 1910 bis 1945 unter japanischer Fremdherrschaft gestanden.[3]

### Rekordverbesserung
Der finnische Europameister Väinö Muinonen verbesserte den bestehenden EM-Rekord im Rennen am 4. September um 15:00,2 h auf 2:37:28,8 h.

## Ergebnis

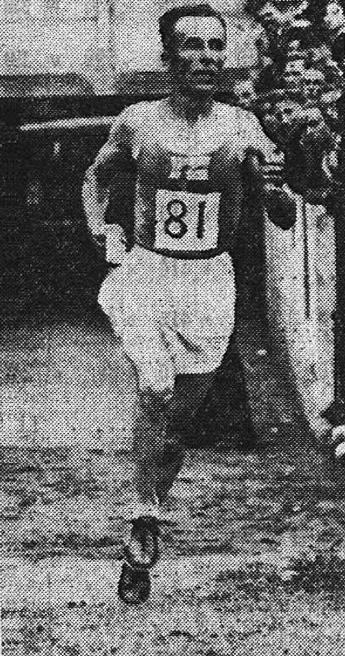
Europameister Väinö Muinonen bei seinem Eintreffen im Stadion
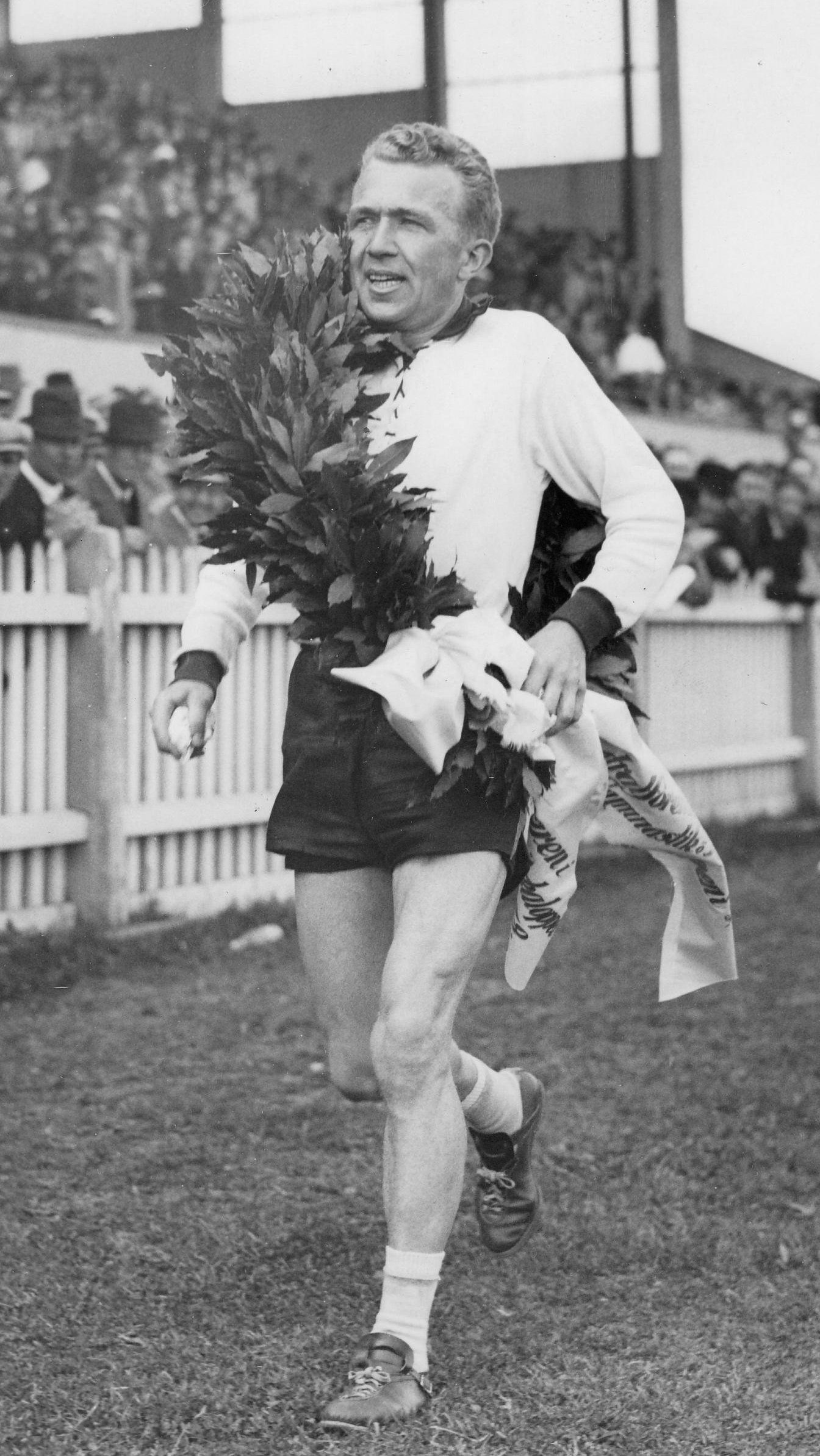
Bronzemedaillengewinner Henry Palmé
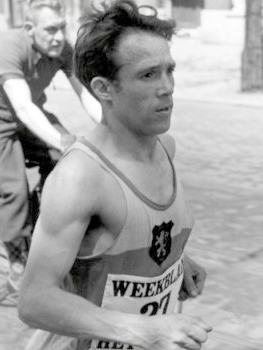
Felix Meskens belegte Platz zehn

4. September 1938
| Platz | Athlet               | Land               | Zeit (h)     |
| ----- | -------------------- | ------------------ | ------------ |
|       | Väinö Muinonen       | Finnland           | 2:37:28,8 CR |
|       | Squire Yarrow        | Großbritannien     | 2:39:03,0    |
|       | Henry Palmé          | Schweden           | 2:42:13,6    |
| 04    | Maurice Waltispurger | Frankreich         | 2:44:28,0    |
| 05    | Erich Puch           | Deutsches Reich    | 2:45:08,8    |
| 06    | Eugen Bertsch        | Deutsches Reich    | 2:45:21,0    |
| 07    | Désiré Leriche       | Frankreich         | 2:48:21,6    |
| 08    | Umberto De Florentis | Königreich Italien | 2:49:29,6    |
| 09    | Giovanni Balbusse    | Königreich Italien | 2:50:40,4    |
| 10    | Felix Meskens        | Belgien            | 2:51:15,0    |
| 11    | Ernst Meier          | Schweiz            | 2:54:28,0    |
| 12    | József Mucsi         | Ungarn             | 3:03:14,6    |
| 13    | Francis O’Sullivan   | Großbritannien     | 3:05:06,4    |
| 14    | Jean Mutti           | Schweiz            | 3:07:25,4    |
| DNF   | Robert Nevens        | Belgien            |              |
| DNS   | Mauno Tarkiainen     | Finnland           |              |